# Левицький Леонід Миколайович
Леоні́д Миколайович Леви́цький (6 (19) жовтня 1917, за іншими даними 08.11.1917, с. Міньківці, тепер Андрушівського р-ну Житом. обл. — 27 грудня 1943, с. Забілоччя Радомишльського р-ну тієї ж обл.) — український поет. Учасник 2-ї світової війни. Бойові нагороди.

## Життєпис
Народився в сім'ї вчителів. 
В школі навчався у селі Михампіль (нині Михайлівка Ярмолинецького району на Хмельниччині)
Закінчивши семирічну школу, навчався в технікумі механізації сільського господарства. Далі працював механіком.
1937 року вступив на філологічний факультет Київського університету.
З початком війни пішов на фронт.
З червня 1941 року працював рядовим студентського батальйону, літературним працівником дивізійної газети. Брав участь в обороні Києва, в боях за визволення міст і сіл Правобережної України. Був гвардії старшим сержантом у складі групи десантників, брав участь у боях під Новоросійськом. Згодом був військовим журналістом. Нагороджений орденом Вітчизняної війни 1-го ступеня та медалями.
Загинув у бою в селі Забілоччя Радомишльського району Житомирської області.

## Творчість
Друкувався від 1938 у газетах «Більшовиченята» та «Прикордонний більшовик», журналі «Радянська література», «Київському альманасі». 
Серед довоєнних творів (поет об’єднав їх назвою «Студентська муза») — ліричні малюнки сільського життя, природи, вірші про кохання, студентське буття. 
У фронтовому зошиті поетичне слово Левицького стає стриманішим, мужнім і закличним (вірші «Додому написав листівку», «На шляху — розбиті вражі танки», «Атака» та ін.). Як зазначено в «Антології української поезії» (1985), «людина з очевидним поетичним талантом, ніжний лірик у віршах передвоєнного часу, на фронті Леонід Левицький проявив себе як поет мужніх, суворих інтонацій, виражаючи бойову настроєність радянського воїна, гнів і презирство до гітлерівських нелюдків».
Твори Левицького випущені окремою книжкою «Недоспівана пісня» (Левицький, Леонід Миколайович.
Недоспівана пісня : поезії / Леонід Миколайович Левицький ; Вступ. ст. О. Дяченко. – Київ : Радянський письменник, 1959. – 56 с. : 1л. портр.)
До 2-го видання цієї збірки включено і фронтовий щоденник поета. (Недоспівана пісня. Поезії. Щоденник. Публіцистика. Спогади про поета / Л. М. Левицький ; упоряд. та передмова: Н. М. Тихий. – Київ : Дніпро, 1985. – 205 с. : 8 л. іл., 1 л. портр.).
Левицького в 1961 посмертно прийняли в члени Спілки письменників України.